# Chocoladevlokken
Het product chocoladevlokken is een broodbeleg dat 'verwant' is aan hagelslag, hoewel het eruitziet als krullerige stukjes lint. Net als chocoladehagelslag zijn chocoladevlokken een typisch Nederlands broodbeleg dat men elders niet of nauwelijks aantreft.

## Fabricageproces
Chocoladevlokken worden gemaakt van een mengsel van cacaopoeder, cacaoboter, suiker, melkpoeder en vanillepoeder. Deze ingrediënten worden warm met elkaar vermengd tot een smeuïg deeg. Dit deeg wordt door een wals platgeperst waardoor er een dunne laag chocoladedeeg ontstaat.

De krullen ontstaan, wanneer het nog warme deeg op een speciale manier in linten wordt gesneden. De linten komen daarna in krullen op de koelband terecht. Deze band loopt door verschillende koeltunnels, waardoor de krullen hard worden. Daarna worden ze in stukjes gebroken en verpakt.

## Varianten
Chocoladevlokken, zoals die in de winkel verkrijgbaar zijn, zijn er in de varianten: 'extra puur', 'puur', 'melk', 'wit' en 'gemengd'. 
De chocoladevlokken worden gefabriceerd in de varianten: 'puur', 'melk' (door toevoeging van melkpoeder tijdens het mengen) en 'wit' (door weglaten van de cacaopoeder en toevoegen van melkpoeder en lactose tijdens het mengen). De variant 'extra puur' wordt verkregen door toevoegen van meer cacaopoeder tijdens het mengen. Hierbij moet voor wat betreft deze benamingen worden voldaan aan het Warenwetbesluit Cacao en chocolade.

## Voedingswaarde
De voedingswaarde van 100 gram chocoladevlokken is 463 kcal of 1942 kj.